# The Return of the Great Gildersleeves
The Return of the Great Gildersleeves è il quinto album in studio del gruppo musicale statunitense Danger Danger, pubblicato nel marzo 2000 dalla Low Dice Records.

## Tracce
Testi e musiche di Paul Laine, Bruno Ravel e Steve West.
1. Grind – 5:27
2. When She's Good She's Good (When She's Bad She's Better) – 5:17
3. Six Million Dollar Man – 4:07
4. She's Gone – 5:27
5. Dead Drunk & Wasted – 5:23
6. Dead Dog – 6:41
7. I Do – 4:30
8. My Secret – 3:42
9. Cherry Cherry – 4:26
10. Get in the Ring – 3:16
11. Walk It Like Ya Talk It – 3:45

## Formazione
- Paul Laine – voce, chitarra acustica
- Bruno Ravel – basso, chitarre, tastiere, cori
- Steve West – batteria, percussioni

### Altri musicisti
- Andy Timmons – chitarre, cori
- Lance Quinn – tastiere
- Tony Rey Bruno – chitarre